# Hyperchiria nausica
Hyperchiria nausica är en fjärilsart som beskrevs av Pieter Cramer 1779. Hyperchiria nausica ingår i släktet Hyperchiria och familjen påfågelsspinnare. Inga underarter finns listade i Catalogue of Life.

## Bildgalleri

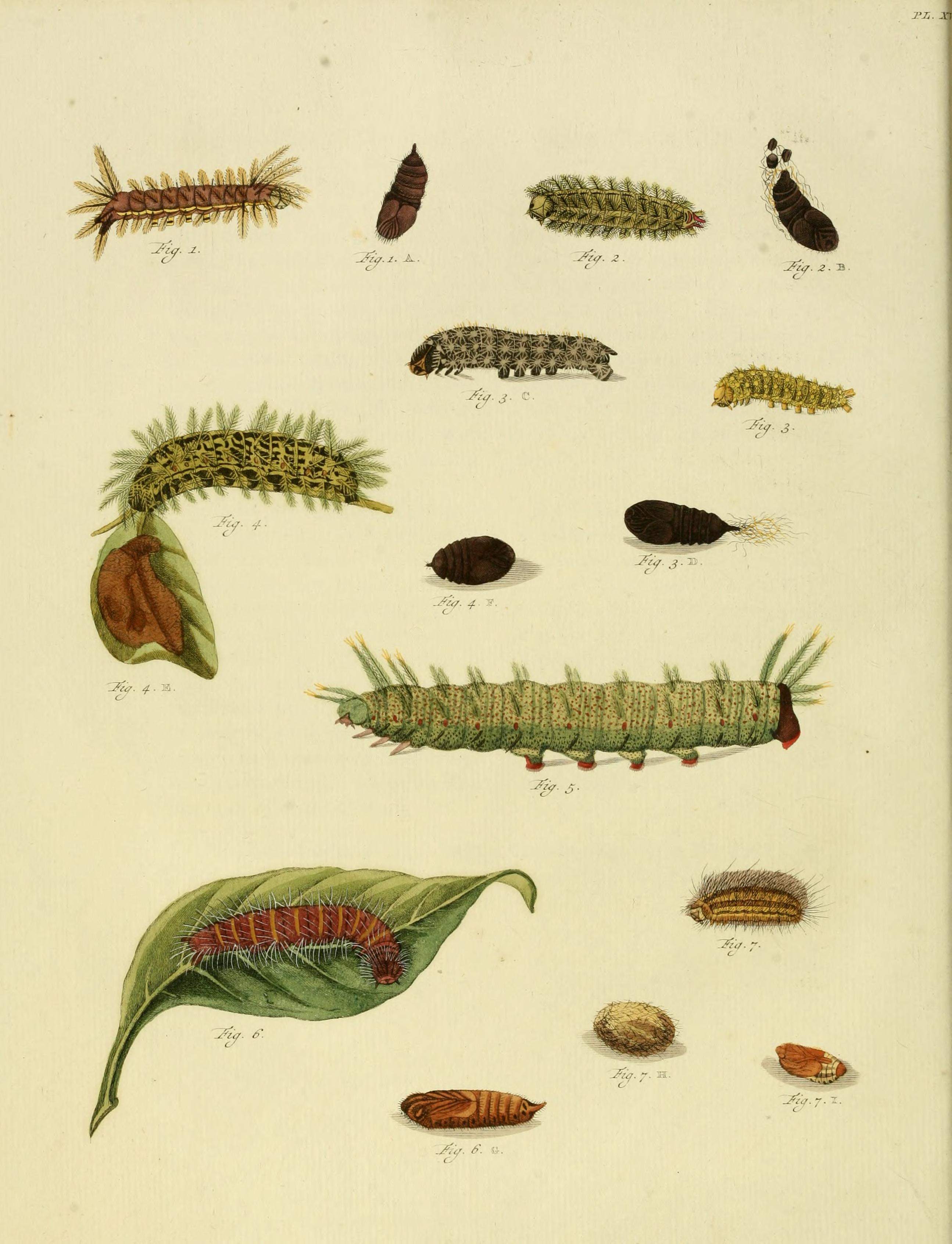
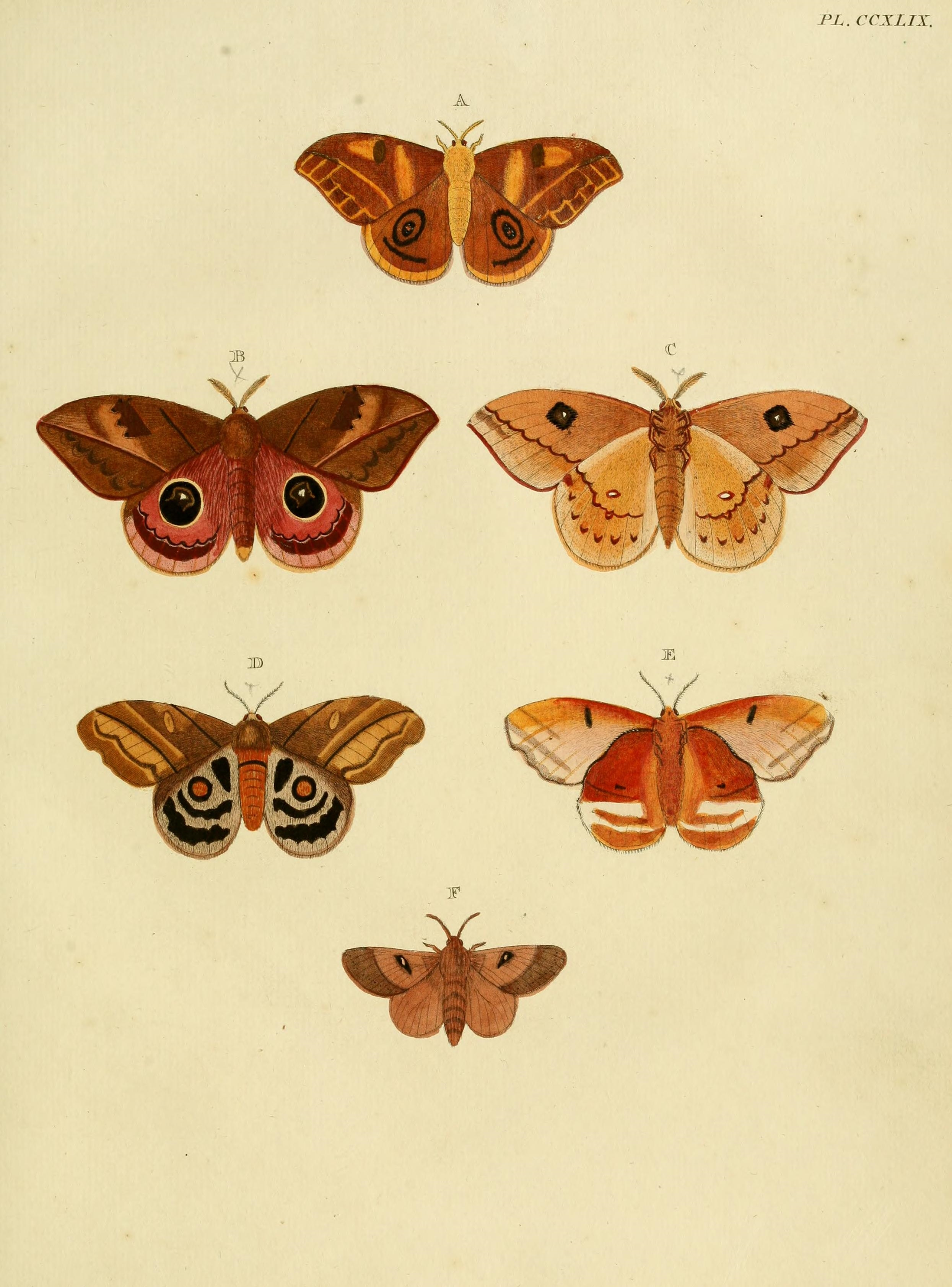
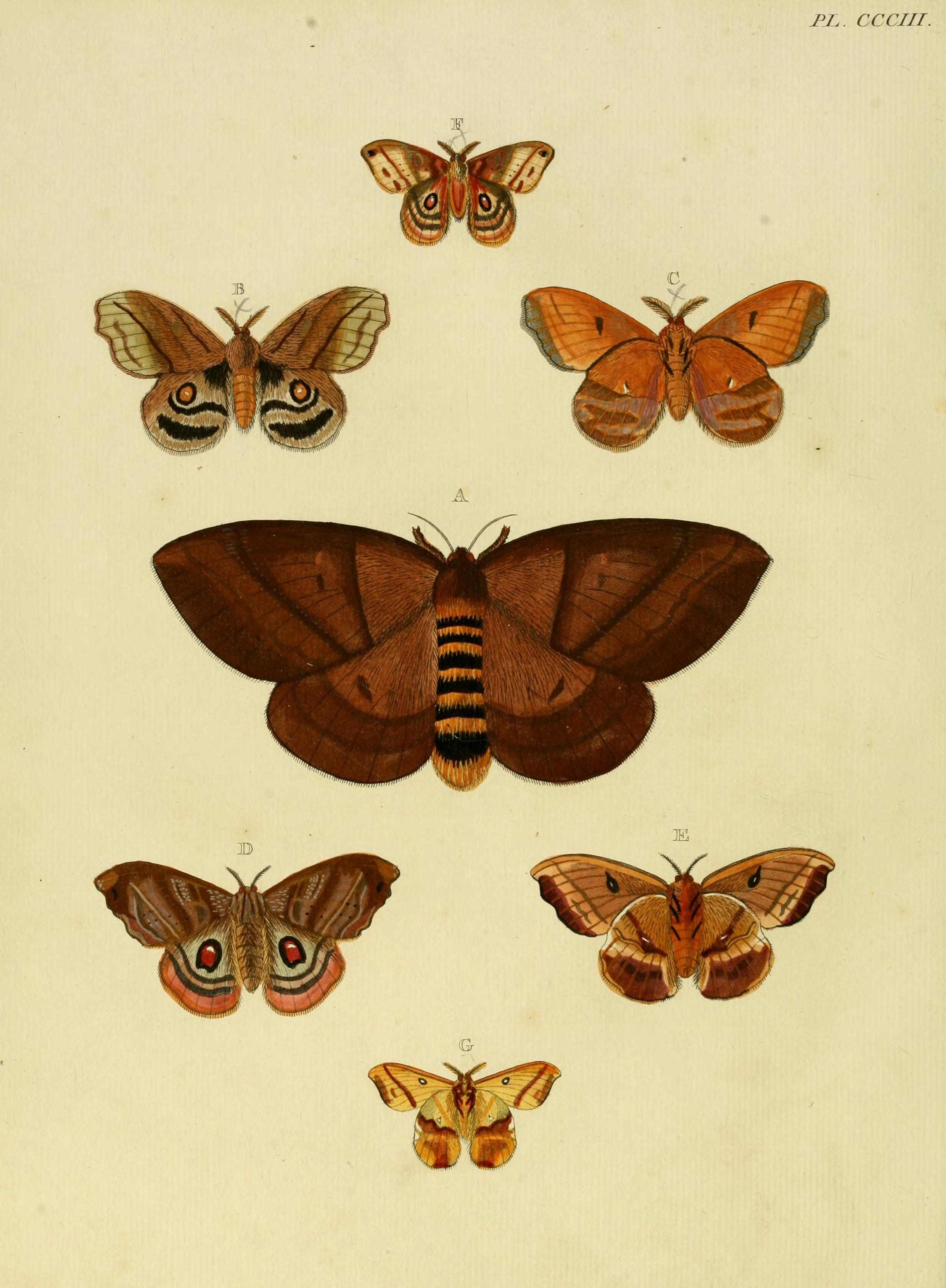
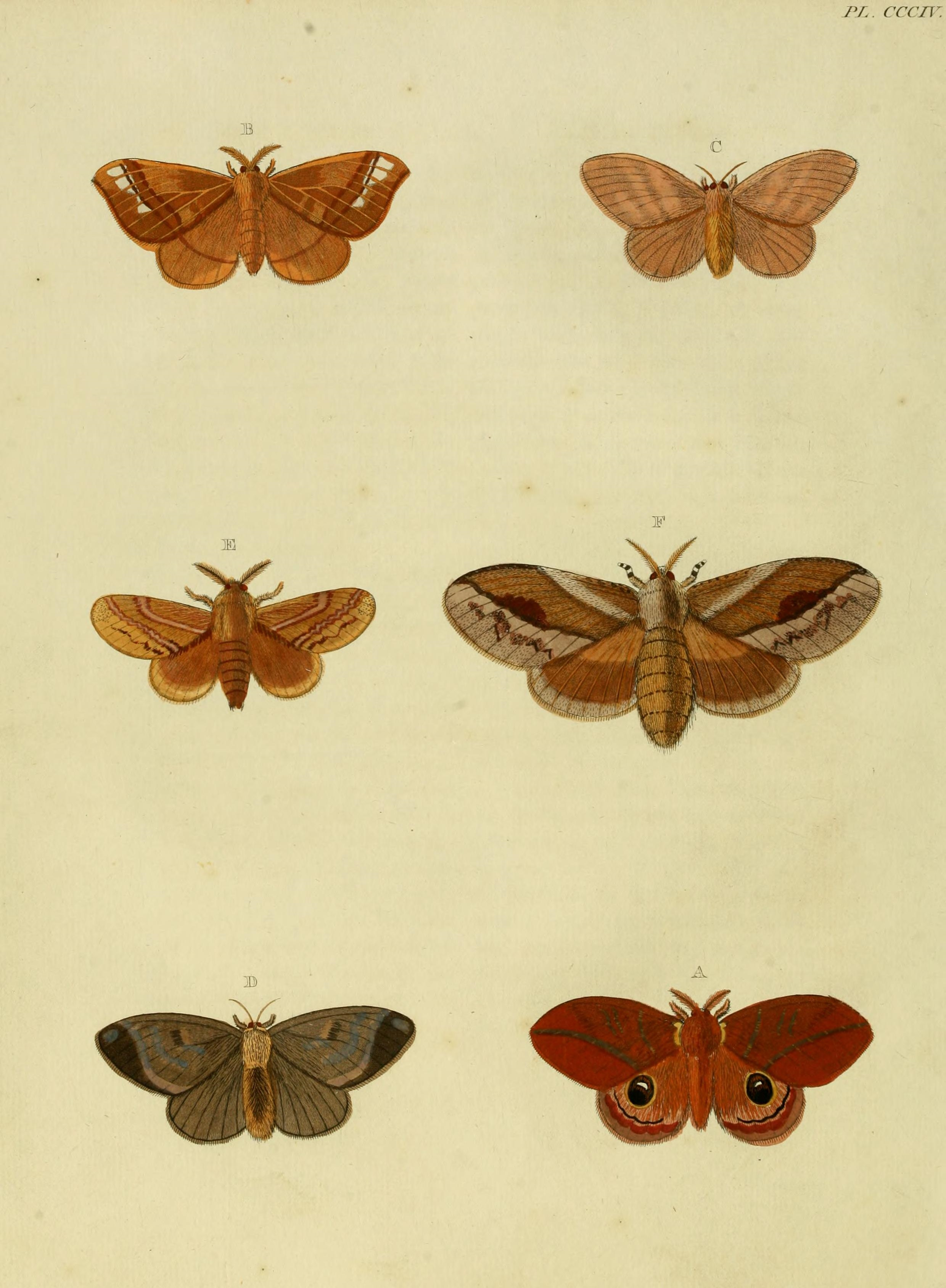